# آناتولی کوزلوف
آناتولی کوزلوف (روسی: Анатолий Козлов؛ زادهٔ ۱۹۵۵ (۶۹–۷۰ سال)) وزنه‌برداری اهل شوروی بود.
وی در مسابقات کشوری و بین‌المللی در مجموع برندهٔ ۱ مدال طلا شده‌است.